# جيم دان (لاعب كرة قاعدة)
جيم دان (بالإنجليزية: Jim Dunn)‏ هو لاعب كرة قاعدة أمريكي، ولد في 25 فبراير 1931 في فالدوستا في الولايات المتحدة، وتوفي في 6 يناير 1999 في غادسدن في الولايات المتحدة.

## وصلات خارجية
- جيم دان على موقعبيزبول رفرنس.كوم (الدوري الرئيسي) (الإنجليزية)